# Wario
Wario (jap. ワリオ Wario) – bohater gier na konsole Nintendo. Po raz pierwszy spotykamy go w grze Super Mario Land II, w której jest głównym czarnym charakterem. Nieco później pojawiła się gra Wario Land: Super Mario Land III, gdzie tym razem to właśnie jemu przychodzi w udziale zwiedzać liczne światy gry. W tej produkcji widać było podobieństwa do gier o hydrauliku Mario, których była de facto sequelem. Po wprowadzeniu Game Boya Color, pojawiły się dwie kolejne części – Wario Land II i Wario Land III, które niemalże całkowicie różniły się od pierwowzoru. Poza czwartą częścią powstałą na GBA, pojawił się szereg gier, w których Wario odgrywał role przynajmniej drugoplanowe.
Wario pojawia się jako jeden z wyimaginowanych złoczyńców w odcinku Miasteczka South Park pt. Imaginationland: Episode III.